# Moderní gymnastika na Letních olympijských hrách 1996
Moderní gymnastika na Letních olympijských hrách 1996 zahrnovala soutěž jednotlivkyň a společné skladby. Obě disciplíny proběhly v hale Stegeman Coliseum v Athens v Georgii.

## Medailistky
| Soutěž           | Zlato | Stříbro | Bronz |
| ---------------- | --- | --- | --- |
| jednotlivkyně    | Kateryna Serebrjanska · Ukrajina (UKR) | Janina Batyrčina · Rusko (RUS)                                                                                    | Jelena Vitričenko · Ukrajina (UKR)                                                                                      |
| společné skladby | Španělsko (ESP) · Estela Giménez Cid · Marta Baldó Marín · Nuria Cabanillas Provencio · Lorena Guréndez García · Estíbaliz Martínez Yerro · Tania Lamarca Celada | Bulharsko (BUL) · Ina Delčeva · Valentina Kevlian · Maria Koleva · Maja Tabakova · Ivelina Taleva · Viara Vatačka | Rusko (RUS) · Jevgenija Bočkarjova · Irina Dzjuba · Julija Ivanova · Jelena Krivošej · Olga Štyrenko · Angelina Juškova |